# Мисост Баматов
Мисост Баматов (? — 1788) — старший князь-валий Кабарды из рода Атажукиных (1785—1788), старший сын старшего князя-валия Кабарды Бамата (Магомеда) Кургокина (Атажукина) (1749—1762).

## Биография
Один из наиболее стойких сторонников уничтожения Моздокской крепости, построенной на территории Кабарды.
В январе 1764 года кабардинские князья Джанхот Татарханов, Хамурза Росланбеков, Кази Кайсинов, Мисост Баматов, Касай Атажукин встречались с представителем кизлярского коменданта Н. А. Потапова и безуспешно требовали срытия построенной русскими Моздокской крепости. В случае отказа русского правительства кабардинские князья угрожали перейти в подданство крымскому хану.
В июне 1767 года под давлением крымского хана часть кабардинских князей, в том числе и Мисост Баматов, решила переселиться в верховьях р. Кумы. Когда они со своими людьми двинулись в верховья Кумы, до десяти тысяч человек, в основном крестьян — «подлого народу», отказались следовать за ними и, таким образом, восстав против своих владельцев, собрались «меж рек Малка и Терек» в урочище Бештамак. Князья попытались уладить дело миром и отправили для переговоров своих узденей. Стороны не смогли договориться. Восставшие, узнав, что князья готовят войско для нападения на них, отправили своих представителей к русским властям в Кизляр и Моздок, прося об их «защищении». Кабардинские князья прибыли с Кумы на реку Чегем, где созвали совет. На этом собрании была избрана делегация для переговоров с повстанцами. В её состав вошли князья Касай Атажукин, Казий Кайсинов, Хамурза Росланбеков, Мисост Баматов, Джанхот Татарханов и Джанхот Сидаков. Князья смогли договориться с восставшими крестьянами. 4 июля крестьяне ушли из урочища Бештамак вместе с Касаем Атажукиным и другими князьями.
В середине 1768 года пятнадцать кабардинских князей сообщили в Кизляр, что они готовы «учинить присягу» на верность России. Среди тех, кто вновь изъявил желание служить российской императрице, были князья Джамбулат Кайтукин, Бислан Хамурзин, Аслануко Асланбеков, Мисост Татарханов, Докшука Канаметов. Однако князья Касай Атажукин и Мисост Баматов, лидеры оппозиции, надеясь на исполнение своих требований: срытие Моздока, возвращение убегавших крестьян и дальнейший отказ от царских властей от их приёма и крещения — избрали тактику выжидания.
18 октября 1768 года османский султан, объявивший войну России, обратился к кабардинским князьям Джамбулату Кайтукину, Касаю Атажукину, Хамурзе Асланбекову, Мисосту Баматову, Джанхоту Сидакову и другим с письмом, в котором предписывал, чтобы все мусульманские народы Кавказа поднялись на войну с Россией, были послушны хану крымскому, и вместе с ногайцами мурзы Касая Казбулатова, кубанским войском и черкесскими поселениями приняли участие в войне против России. В декабре 1768 года в Кабарду прибыл Магомед-ага, личный посланник крымского хана. Крымский хан просил кабардинских князей оказать помощь кубанскому сераскиру в готовящемся походе в пределы России.
Несмотря на сильное давление, кабардинские князья фактически отказались поддержать турок-османов и крымцев. Старший князь-валий Кабарды Касай Атажукин, настаивавший на уничтожении Моздокской крепости, заявил, что пока он жив, нарушить «учиненную государыне присягу не могу».
В январе 1769 года кизлярский комендант генерал-майор Н. А. Потапов направил письма к князьям Большой Кабарды Мисосту Баматову, Касаю Атажукину, Хамурзе Асланбекову, Эльбуздуке Канаметову и Али Исламову. Оказывая на них давление, он упрекал князей в том, что они ему не доверяют.
В июне 1769 года Джанхот Татарханов, Касай Атажукин, Джанхот Сидаков, Кази Кайсинов, Ниятша и Муса Карамурзины, Маматкирей Алимурзин и ряд других князей принесли присягу на верность России. Однако князья Мисост Баматов, Хамурза Асланбеков, Ельбуздука Канаматов, Джанбулат Кайтукин, Кильчука Кайсинов, Ислам и Батыргирей Аджигереевы, Магмат Батокин отказались это сделать.
Антироссийскую группировку, отказавшуюся от сотрудничества с царским правительством, возглавил Мисост Баматов. Он со своими сторонниками переселился в верховья р. Кумы, но вскоре основная часть их подданных вернулась из урочища Эшкокон на Баксан. Привел их на старое место жительства в Кабарду доброжелательно настроенный к России князь Джанхот Татарханов.
Выдержки из архивных донесений русскому царю У. Броневского, от 1769 года: «…кабардинцы получили Фирман от турецкого султана, дабы возмутить их против России. Кабардинцы разделились на две партии, одна, при владельце Касае Атажукине, нам преданная, переселилась на прежние места и присягнула; а другая, из четырёх владельцев состоящая, Джанбулата Кайтуки, Хаммурзы Арсламбека, Мисоста Баматова и Эльбуздуки Канаматова, к кубанской стороне удалилась. В том же году все владельцы обеих партий, кроме Мисоста Баматова скрывшегося в горы, будучи принуждены силою оружия, на верность подданства присягнули. Башильбайцы, Бесленейцы, Темиргойцы и другие закубанские народы и татарские мурзы прислали просить о принятии их в подданство, но под разными предлогами сего не выполнили. Мисост Баматов многих владельцев был моложе, но будучи храбрее других, составил против нас сильную партию, ушел в горы и не иначе возвратился, как принужден будучи силою оружия».
Мисост Баматов и его сподвижники, опасаясь преследований со стороны российских властей, обратились за помощь к крымскому хану Девлет-Гирея. Хан отправил к ним на помощь небольшой татарский отряд, которым командовал сын кубанского сераскира Казы-Гирея. Однако отряд крымцев опоздал, так как русский генерал-поручик Иоганн де Медем отправил против непокорных кабардинцев отряды казаков и калмыцкую конницу, имевших на вооружении пушки. В неравном бою на р. Эшкокон превосходящие силы противника разгромили кабардинцев.
В 1771 году в Кабарду прибыли посланники от крымского хана Девлет-Гирея, которые встретились с князьями Касаем Атажукиным и Мисостом Баматовым. Они сообщили ложные сведения о якобы успешных делах турецких войск на театрах военных действий. После этого Мисост Баматов, Касай Атажукин и поддерживавшие их князья отправили курьера в Стамбул. Этим курьером стал князь Темрюк, родной брат Мисоста Баматова. Следом за крымскими агентами в Кабарду прибыл личный посланец турецкого султана Сулейман-ага.
В 1772 году кабардинские князья Мисост Баматов и Хамурза Асланбеков отправили посольство к крымскому хану Девлет-Гирею, призывая его к себе в Кабарду для совместных действий для «истребления» крепости Моздок и всей Кавказской линии.
В марте 1773 года русский генерал-поручик Иоганн де Медем обратился с письмом к 24 наиболее влиятельным князьям Большой Кабарды. Он призывал Касая Атажукина, Мисоста Баматова, Хамурзу Асланбекова, Джанхоту Сидакову и другим не предпринимать никаких военных акций против России.
В 1773 году после смерти Касая Атажукина новым Верховным князем Кабарды на хасе был избран Джанхот Татарханов (1773—1785), представитель рода Бекмурзиновых.
В июне 1774 года большая крымская армия под предводительством хана Девлет-Гирея и калги Шабаз-Гирея вторглась в Кабарду. Хан Девлет-Гирей отправил на Моздок часть войска под командованием своего брата, калги Шабаз-Гирея. Большая часть кабардинских князей со своими отрядами присоединились к крымской орде. Противник обошел хорошо укрепленную Моздокскую крепость и ударил на близлежащие станицы, которые были им заняты и разорены. В упорном бою за станицу Наурскую противник потерял убитыми до 800 человек. Калга Шабаз-Гирей снял осаду с Моздока и со своим войском отступил к реке Чегем в Кабарде. Через неделю русские войска окружили и разбили отряд горцев в количестве 900 человек, который следовал на соединение с крымским войском. Калга Шабаз-Гирей с войском соединился в Кабарде с главными силами хана Девлет-Гирея. Но в районе реки Гунделен русские войска под командованием генерал-поручика Иоганна де Медема разгромили крымскую армию, которая была изгнана из Кабарды.
Сильнейшим из противников Кючук-Кайнарджийского мира астраханский губернатор генерал-майор Пётр Никитич Кречетников в 1775 году называл кабардинского князя Мисоста Баматова, который «всегда иметь может до 2000 человек; протчие ж, хотя равные по породам своим с ним, но уж все безсильнея его».
В январе 1783 года князь Мисост Баматов просит генерал-поручика П. С. Потёмкина защитить кабардинцев от закубанского султана и быть судьей в спорах князей.
В 1785 году после смерти Джанхота Татарханова Мисост Баматов при поддержке кавказского генерал-губернатора П. С. Потёмкина был избран на хасе старшим князем-валием Кабарды.
В апреле 1788 года старший князь-валий Кабарды Мисост Баматов и его сыновья Атажуко и Росланбек заявили генерал-аншефу П. А. Текели об их верности России и с просили выделить 100 человек конницы для «собирания» своих подвластных и защиты от других кабардинцев. Петру Текели пришлось выслать три роты егерей, так как некоторые кабардинские князья хотели убить сыновей Мисоста.
Дети: Атажуко, Росланбек, Аслангери, Темир-Булат.